# Vietnamský stát
Vietnamský stát (vietnamsky Quốc gia Việt Nam, francouzsky État du Viêt-Nam) byl státní útvar, který byl součástí Francouzské unie. Stát vznikl v roce 1949 z bývalé francouzské kolonie Indočíny. I když byl samostatný, byl spojen politickou unií s Francií. Navíc na severu země vznikla komunistická Vietnamská demokratická republika, která prosazovala nezávislost na Vietnamském státu. V roce 1955 byla politická unie s Francií zrušena a na jižní části byla zřízena Vietnamská republika, orientující se na USA.